# Kijevi csata (2022)
A kijevi csata az  orosz invázió során, a kijevi offenzíva részeként zajló ütközet az ukrán főváros, Kijev elfoglalásáért.

## A csata

### Február 25.

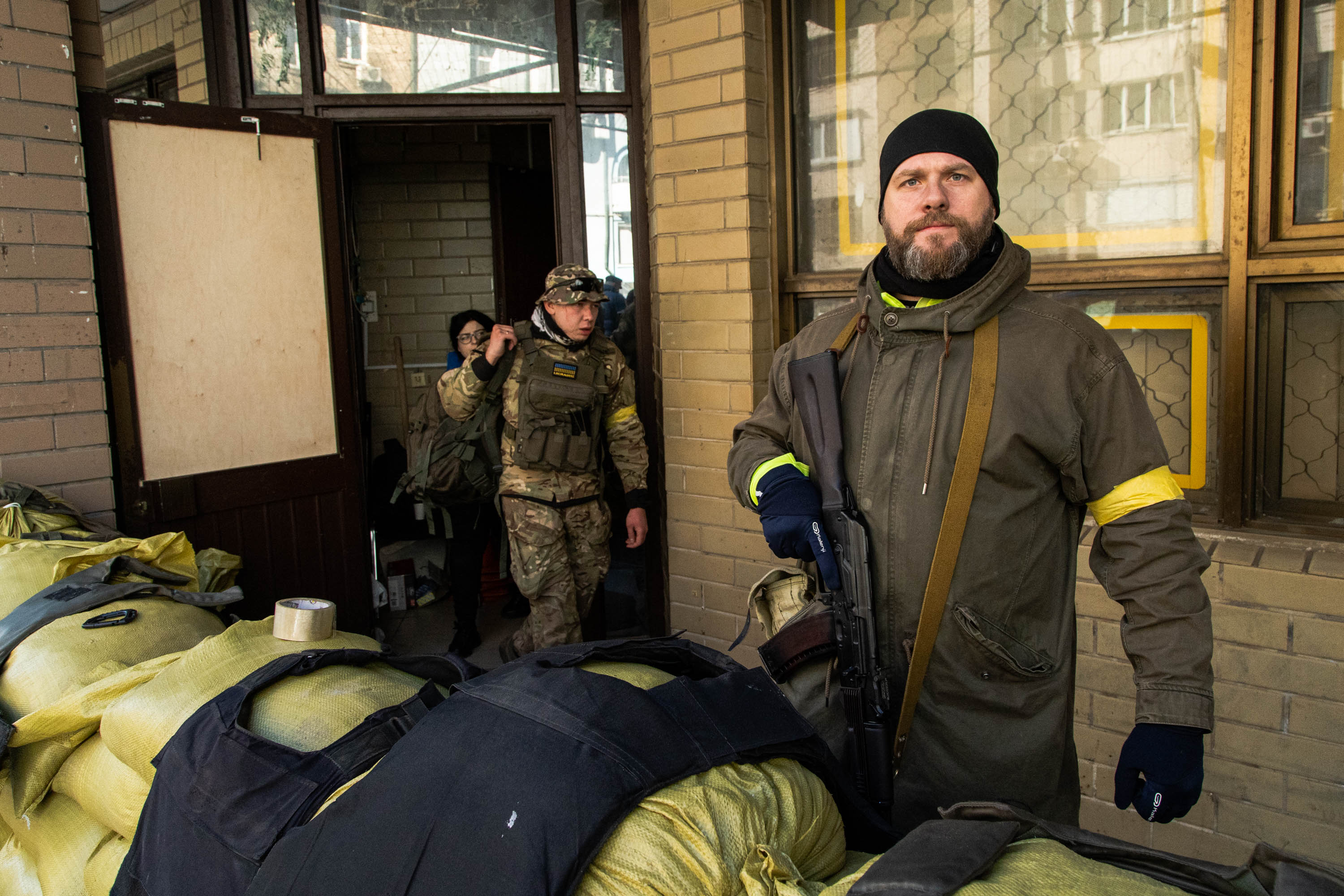
Felfegyverzett civilek Kijevben

Február 25-én három orosz szabotőr, akik ukrán katonának voltak öltözve, megérkeztek Obolony kerületbe. Ez nagyjából 10 kilométerre található az Ukrán Legfelsőbb Tanács épületétől. A három szabotőrt megölték az ukrán erők. Később lelőttek egy Szu–27-es vadászrepülőgépet, amely egy lakóépületbe csapódott.
Egész nap folyamatos harcok dúltak városszerte.
Vitalij Klicsko, Kijev polgármestere megígérte, hogy felfegyverkezik és harcolni fog. Testvére, Volodimir Klicsko követte példáját, miután hónapokig a hadsereg tartalékosa volt.
Az orosz hadsereg katonái az Antonov repülőtéren gyűltek össze. A Hosztomeli repülőtéri csatában az oroszok előbb elfoglalták, majd az ukránok visszafoglalták a repülőteret. Ukrajna elnöke, Volodimir Zelenszkij arra kérte a kijevi lakosokat, hogy Molotov-koktélokkal válaszoljanak az orosz támadásokra. A lakosságnak 18 ezer fegyvert osztottak ki és aktiválták a Területvédelmi Erőket.
Az éjszaka során folytatódtak az intenzív harcok, az ukrán hadsereg elmondása szerint 60 orosz szabotőrt öltek meg.

### Február 26.
Február 26. reggelén több, mint 30 percig érte folyamatos rakétatámadás az ukrán fővárost. Ezzel egyidőben ukrán erők visszavertek egy támadást egy északi erőmű ellen, amelynek megszerzésével az oroszok meg akarták szüntetni a város áramellátását. A kijevi állatkert közelében is harcok dúltak, amelytől nem messze az ukrán hadsereg megvédett egy katonai bázist. Felszólították a város lakosait, hogy maradjanak távol az ablakoktól és ne menjenek ki az erkélyre.
Zelenszkij szerint sikeresen visszaverték az orosz támadásokat Kijevben és a környező nagyvárosokban. A kijárási tilalmat meghosszabbították 17:00 órától 08:00-ig.
A Brit Védelmi Minisztérium szerint az orosz hadsereg 31 kilométerre volt Kijev központjáról.
Önkénteseknek több mint 25 ezer fegyvert és egy millió lövedéket osztottak ki, gránátok és gránátvetők mellett.

### Február 27.
Kora reggel voltak kisebb ütközetek a két fél között Kijevben. A helyiek azt mondták, hogy a város még mindig teljesen ukrán irányítás alatt van. Késő délután Klicsko azt nyilatkozta, hogy a várost teljesen körbevették, de ezt később szóvivője visszavonta és elmondta, hogy ezek a kijelentések hamisak.
Késő reggel egy rakéta felrobbant egy 16 emeletes lakóépület kertjében, aminek következtében kigyulladt hét autó. Ukrán jelentések szerint Fehéroroszországból érkezett a támadás.

### Február 28.
Február 28-án az Orosz Védelmi Minisztérium azzal vádolta az ukrán kormányt, hogy civileket használtak emberi pajzsként a harcok közben azzal, hogy bevezették a kijárási tilalmat. Az oroszok ezek mellett azt is mondták, hogy a felfegyverzett civilek erőszakosak a városban, amit az ukrán kormány az orosz szabotőrök jelenlétével magyarázott.

### Március 1.

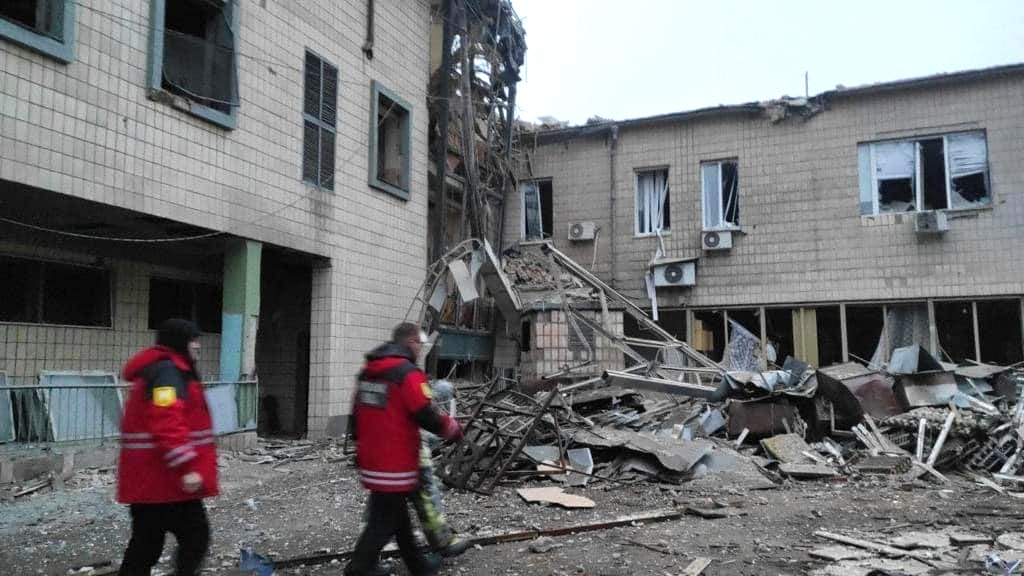
Megrongált irodaépület a kijevi tv-torony szomszédságában

Március 1. reggelén az Orosz Védelmi Minisztérium bejelentette, hogy ukrán kommunikációs és televíziós kulcspontokat fognak támadni a napokban Kijevben és környékén és, hogy a közeli lakosság hagyja el a területet és otthonaikat. Pár órával később egy rakéta eltalálta a Kijev TV Tornyot, megszüntetve televízióadásokat, megölve öt embert és további ötnek sérüléseket okozva. A Babij Jar Holokauszt Emlékközpont megerősítette, hogy a második rakéta, amelyet a torony felé lőttek nem találta el a célpontját és kárt okozott az emlékműben. Egy orosz légitámadás eltalált egy szülészeti klinikát. Szemtanúk szerint a klinika lakosait, beleértve csecsemőket egy közeli templomba menekítették.
Orosz rakétatámadás érte a kijevi reptér környékét.

### Március 2.
Március 2. reggelén az Ukrán Légierő azt jelentette, hogy lelőtt egy orosz Szu–35 vadászgépet Kijev fölött.
Később délelőtt Klicsko azt mondta, hogy az orosz hadsereg elkezdte körbevenni a várost, hogy blokádot alakítsanak ki. Elmondta a 24-es csatornának, hogy tankok haladtak Kijev irányába Fehéroroszországból. Az észt védelmi erők hírszerzési igazgatója, Margo Grosberg azt tippelte, hogy az orosz konvoj nagyjából két nap alatt érkezne meg Kijevbe. Andrzej Duda lengyel elnök azt nyilatkozta, hogy Zelenszkij elmondta neki, hogy az ukrán erők nem fogják elhagyni a fővárost.
Egy orosz rakéta törmeléke eltalálta a Kijiv-Paszazsirszkij vasútállomást, kárt okozva egy fontos fűtési csővezetékben. Az ebből következő robbanás kisebb károkat okozott a vasútállomáson.

### Március 3–4.
Március 3-ra a The New York Times információi szerint több, mint 15 ezer ember menekült a város metrórendszerébe. Az Egyesült Királyság Védelmi Minisztériuma kiadott egy közleményt, hogy az orosz konvoj az elmúlt napokban csak keveset haladt előre.
Március 4-én újabb rakétatámadások érték Kijevet, beleértve a Borscsahivka szomszédságot is. Egy, a CNN által a közösségi médián megjelent videók után folytatott nyomozás alapján kiderült, hogy a támadások eltaláltak egy üzletközpontot és sok többemeletes épületet a város nyugati részén.

### Március 28.
Az isztambuli béketárgyalások után az orosz hadsereg megkezdte a kivonulást.